# Palaua modesta
Palaua modesta är en malvaväxtart som först beskrevs av Rodolfo Amando Philippi, och fick sitt nu gällande namn av Karl Friedrich Carlos Federico Reiche och Johow. Palaua modesta ingår i släktet Palaua och familjen malvaväxter. Inga underarter finns listade i Catalogue of Life.